# Rochester (comté d'Ulster)
Pour les articles homonymes, voir Rochester.
Rochester est une ville américaine située dans l'État de New-York et le Comté d'Ulster.
Au recensement de 2020, elle avait 7 272 habitants.